# Notturno bus
Notturno bus è un film del 2007 diretto da Davide Marengo e tratto dall'omonimo romanzo di Giampiero Rigosi.

## Trama
Roma. Leila è una ladra professionista che, senza rendersene conto, si è inserita nello scambio per un microchip che vale milioni di euro. Inseguita da ex agenti segreti prezzolati da opposte fazioni, trova scampo su un autobus notturno. Alla guida del mezzo c'è Franz, malinconico autista, con una quasi laurea in filosofia. Pur avendo già i suoi guai ed i suoi debiti di poker, lui non riuscirà a non aiutarla.

## Produzione
A differenza del romanzo da cui è tratto, il film non è ambientato a Bologna, bensì a Roma.

### Riprese
La scena dell'inseguimento tra due autobus è stata girata sul lungotevere di Roma; per girarla sono occorsi 2 giorni di prove e 3 di riprese, con 11 stuntmen coinvolti. Due dei tre autobus usati per girare la scena sono andati distrutti durante le riprese. Sono stati in totale utilizzati cinque vecchi modelli della società Trambus, modello MAN NM 152 serie 1871 - 1884, forniti gratuitamente dall'azienda.

## Distribuzione
Distribuito nelle sale italiane a partire dall'11 maggio 2007, il film, costato circa tre milioni e mezzo di euro, ne ha incassati nelle sale soltanto 1.062.617.

## Riconoscimenti
- 2007 - David di Donatello
  - Migliore canzone originale (La paranza e Mi persi) a Daniele Silvestri
  - Candidatura Miglior regista esordiente a Davide Marengo
- 2008 - Nastro d'argento
  - Candidatura Miglior regista esordiente a Davide Marengo
  - Candidatura Migliore canzone originale (Mi persi) a Daniele Silvestri
- 2007 - Globo d'oro
  - Candidatura Miglior attore a Valerio Mastandrea